# محمد رضا مبارك
محمد رضا حسين مبارك (1950) شاعر وأكاديمي عراقي. ولد في مدينة النجف. مجاز في الأدب العربي وحاصل على شهادتي الدبلوم العالي، والماجستير في الأدب العربي ثم الدكتوراه من جامعة بغداد. عمل في الحقل الإعلامي فرأس القسم الثقافي في الإذاعة والتلفزيون، والقسم الأدبي في مجلة فنون الأسبوعية، ثم تحريرها. له عدة دواوين ومؤلفات.

## سيرته
ولد محمد-رضا حسين مبارك النخعي سنة 1950 في النجف. حصل على شهادة دبلوم العالي بعد البكالوريوس 1988، وشهادة المجاستير في الأدب العربي 1990، والدكتوراه من جامعة بغداد 1994 في الأدب العربي. 

عمل رئيسًا للقسم الثقافي الأدبي في الإذاعة والتلفزيون 1975-81 ورئيسًا للقسم الأدبي في مجلة فنون الأسبوعية، ورئيسًا للتحرير خلال عام 1986 وهو عضو في اتحاد الأدباء العراقيين. نظم الشعر الحر ونشر قسمًا منه في المجلات والصحف العراقية.

## مؤلفاته
من دواوينه الشعرية:
- الغجري العاشق، 1979
- خطوات بلا جسد، 1986
- ثلاثون قصيدة وثلاث متاهات، 2017

من مؤلفاته:
- اللغة الشعرية في الخطاب النقدي العربي، 1992
- استقبال النص عند العرب
- خليل حاوي:دراسة في الرمز والأسطورة في شعره
- الشعر والأسطورة، 2010

## وصلات خارجية
- في أرشيف المجلات